# Temples mégalithiques de Malte
Les temples mégalithiques de Malte sont un ensemble de constructions préhistoriques qui ont été édifiées dans l'archipel maltais, sur les îles de Malte et Gozo, durant le Néolithique. Ces temples constituent le trait le plus original du mégalithisme maltais.

## Le mégalithisme maltais
Timidement apparu sur le site de Skorba vers 5200 av. J.-C. lors de la phase Għar Dalam, le mégalithisme maltais prend toute son ampleur et son originalité dans l'archipel au cours des phases ultérieures. Il se manifeste principalement par la construction d'édifices formés de grands blocs, dalles ou piliers, généralement classés parmi les mégalithes en raison de leur caractère monumental. L'archipel maltais concentre dix-sept sites archéologiques regroupant trente-trois constructions monumentales dénommées ainsi « temples mégalithiques », auxquelles il faut ajouter une quinzaine d'autres sites, qui représentaient au moins autant de temples supplémentaires, anciennement signalés mais qui furent détruits durant la Seconde Guerre mondiale ou en raison de démolitions volontaires. 
Themistocles Zammit est l’un des premiers archéologues et historiens maltais à fouiller plusieurs temples mégalithiques (Ħal Tarxien, Ħaġar Qim, Mnajdra) et l’hypogée de Ħal Saflieni et à en proposer une chronologie. Après 2500 av. J.-C., plus aucun temple n'est construit dans l'archipel maltais. Compte tenu de la prédominance de ce type de construction dans le cadre chrono-culturel de la Préhistoire de Malte, la période préhistorique s'étalant entre 4100 et 2500 av. J.-C. a été baptisée « période des temples ». À la suite des travaux de David H. Trump, cette période a été subdivisée en cinq sous-phases, en fonction des styles architecturaux observés sur certains sites archéologiques :
- 4 100 – 3 800 av. J.-C. phase Żebbuġ
- 3 800 – 3 600 av. J.-C. phase L-Imġarr
- 3 600 – 3 000 av. J.-C. phase Ġgantija
- 3 000 – 2 900 av. J.-C. phase Ħal Saflieni
- 2 900 – 2 500 av. J.-C. phase Ħal Tarxien

Dans la théorie diffusionniste du mégalithisme, largement répandue dans les années 1960, la position centrale de Malte en Méditerranée en faisait une étape obligée entre l'Orient, dont on supposait qu'il en était à l'origine, et l'Europe atlantique. Dans cette optique, les similitudes observées dans l'architecture (appareil cyclopéen des murs, couverture en encorbellement) et la décoration (volutes) entre les temples mégalithiques de Malte et les tholoi mycéniens s'expliquaient par une influence des seconds sur les premiers. Cette théorie, désormais complètement abandonnée, a été invalidée, dans les années 1970 par le recourt aux datations absolues et l'essor des analyses typologiques. Il a ainsi été montré que les contacts externes de Malte au cours de la Préhistoire se limitaient aux territoires les plus proches (Sicile, Italie du Sud) et que les temples de Malte étaient plus anciens que les édifices mycéniens et plus récents que les plus anciens édifices mégalithiques de l'Europe atlantique. Par ailleurs, les constructions mégalithiques maltaises se distinguent nettement des édifices mégalithiques d'Europe de l'Ouest comme de ceux du Levant, tant par leur taille, leur symétrie et la complexité de leur plan. De plus, à la différence du mégalithisme atlantique, le mégalithisme maltais n'est pas funéraire. A Malte, le souvenir et l'éventuel culte des ancêtres se manifeste dans les hypogées dès la phase Żebbuġ. Les temples mégalithiques sont désormais considérés comme une manifestation culturelle propre à Malte, sans aucune source d'inspiration externe et sans aucune influence externe apparente.
Pour autant, le mégalithisme maltais ne se limite pas à ses seuls temples mégalithiques. L'archipel comporte aussi une quinzaine de dolmens. La plupart sont fortement endommagés, voire totalement ruinés, mais quelques uns (Ta'cenc, Mosta, Tal-Bini, Tat-Targa) demeurent en assez bon état pour en déterminer l'architecture. La chambre est de forme rectangulaire et couvre une superficie comprise entre 4 m2 et 8 m2. L'ensemble est recouvert d'une unique table de couverture, pouvant atteindre 12 m2,  d'allure robuste. La plupart des tables sont gravées (perforations). Les orthostates sont peu travaillées. Leur architecture modeste a été totalement éclipsée par celle beaucoup plus spectaculaire des temples mégalithiques. Ils présentent de très nettes similitudes avec les dolmens des Pouilles et de Sicile. Ils apparaissent au début de l'Âge du bronze (Ta Hammut) et sont donc postérieurs aux temples mégalithiques. Aux côtés de ces dolmens, il existe moins d'une dizaine de menhirs toujours associés à une tombe mégalithique et qui semblent en être des indicateurs : très élancés, parfaitement régularisés, de section carrée, ils s'apparentent à ceux des provinces italiennes de Barri et Lecce.

## Architecture et typologie

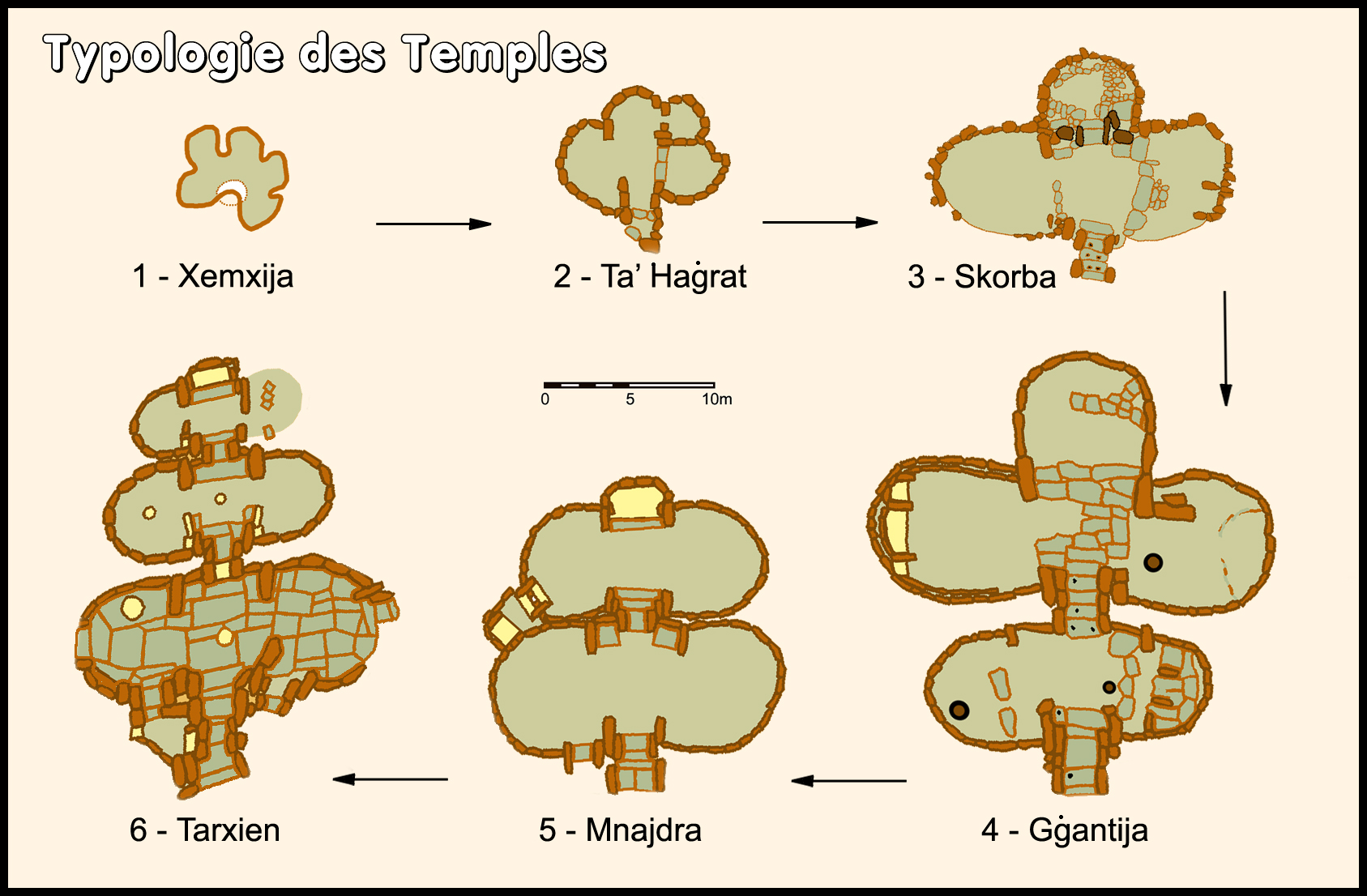
Évolution du plan des temples.

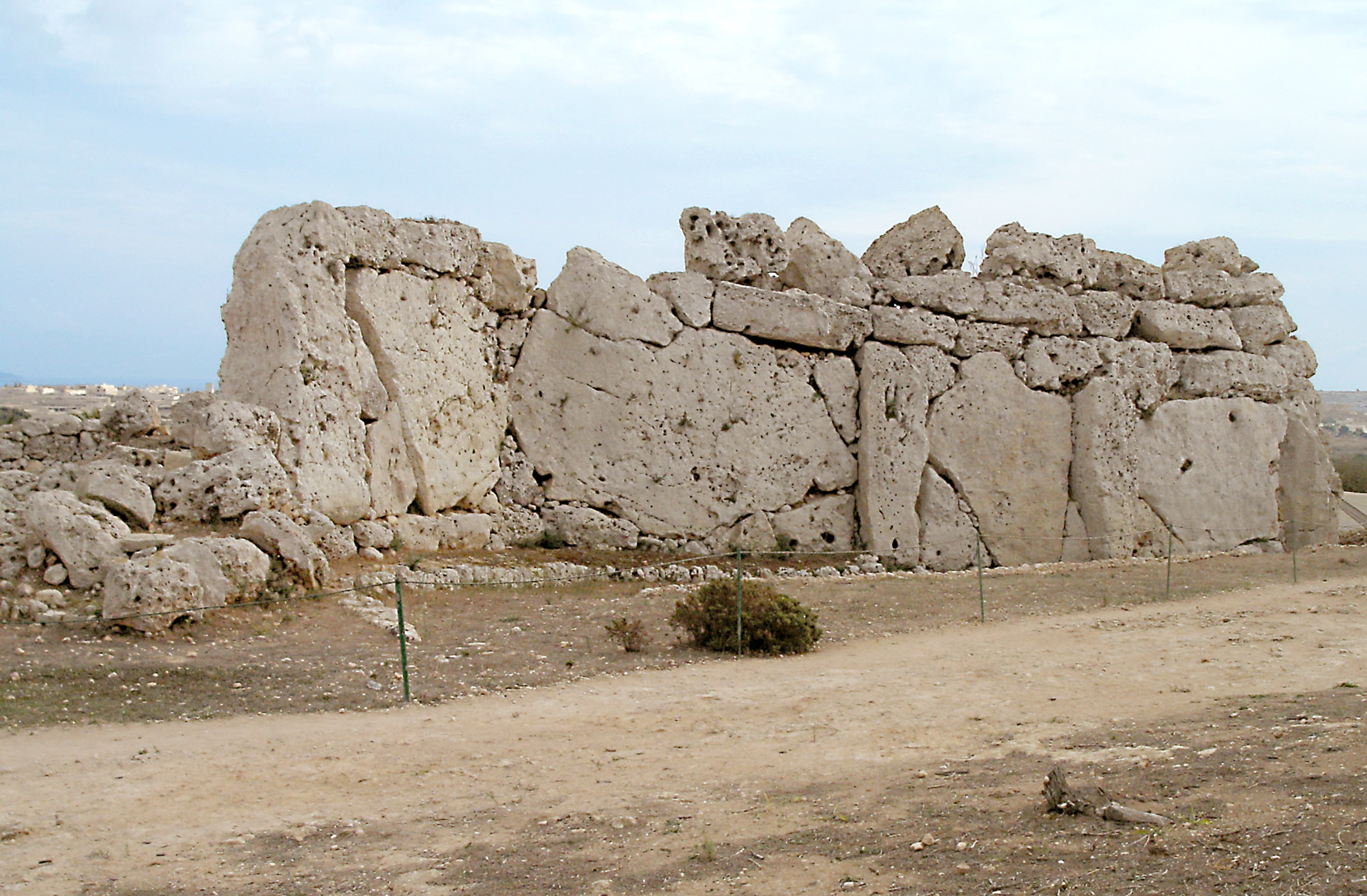
Mur d'enceinte « cyclopéen » à Ġgantija.

David H. Trump a étudié l'évolution de l'architecture des temples mégalithiques et en a proposé une typologie correspondant à un développement linéaire presque systématique, depuis le plus simple et le plus irrégulier jusqu'au plus complexe et au plus symétrique, permettant leur datation. 

### Évolution du plan général
Le plan de base pourrait correspondre à celui du temple oriental de Ta' Ħaġrat : plusieurs chambres en forme de lobe sont regroupées autour d'une cour centrale et les murs sont constitués de deux ou trois assises inférieures en pierre de petite taille supportant des matériaux plus légers comme la brique crue. La forme des lobes rappelle celle des huttes domestiques, rondes ou ovales, découvertes sur le site de Skorba. L'hypothèse de leur regroupement selon un plan simple identique à celui des tombes des hypogées multilobés, dont le site de Xemxija constituerait l'inspiration originale, est dès lors généralement admise. 
Dans un second temps, la disposition des lobes, limités à trois, autour d'une cour rectangulaire, donne à l'ensemble un plan parfaitement symétrique. L'accès à l'intérieur du temple se fait par une entrée monumentale trilithique, généralement unique, située au centre d’une façade concave elle aussi parfaitement symétrique. L’ensemble est ceinturé par un mur extérieur en forme de fer à cheval. Ce plan trilobé, qui va perdurer durant un millénaire, est très bien représenté à Skorba (temple méridional), à Ta' Ħaġrat (premier temple) et à Mnajdra.
Dans un troisième temps, les bâtisseurs ajoutent deux absides supplémentaires au plan trilobé pour obtenir un temple à cinq absides tout en conservant la symétrie de l'ensemble. Ces adjonctions pourraient répondre à un besoin d'espace supplémentaire en raison d'une augmentation de la population ou d'une plus grande sophistication des rituels. Le premier temple de Ġgantija est ainsi agrandi avec l'ajout de deux absides supplémentaires en façade. L'étape suivante va consister à supprimer l'abside terminale, celle du fond, remplacée par une petite niche qui en ferme la perspective visuelle (temple nord de Ġgantija, temples central et inférieur de Mnajdra, temple occidental de Tarxien). Dans une ultime étape, deux autres absides sont ajoutées aux quatre déjà existantes dessinant un plan constitué de trois paires d'absides disposées par taille décroissante. Le temple central de Tarxien est l'unique exemplaire de ce type.

### Construction
Chaque temple mégalithique est un ensemble d'espaces semi-circulaires disposés autour d'une cour rectangulaire centrale et les sanctuaires sont des ensembles de temples indépendants mais parfois regroupés derrière une façade commune ou un mur d'enceinte commun, ou les deux à la fois. Le mur extérieur, en forme de fer à cheval, est massif. La façade est tout aussi massive mais harmonieuse et symétrique. Le trilithe d'entrée permet d’accéder à une cour carrée ou rectangulaire faisant office de vestibule. Ce n'est pas un espace très vaste, il ne permet pas d'accueillir plus d'une vingtaine de personnes à la fois, mais c'est le plus décoré du sanctuaire (Tarxien).
Dans pratiquement tous les temples, les murs intérieurs des absides s'inclinent vers l'intérieur en prenant de la hauteur, ce qui permet de réduire la portée d'un toit éventuel. Si les spécialistes s’accordent généralement ainsi sur le fait que les absides étaient destinées à recevoir une couverture, reposant sur un dispositif en encorbellement, en ce qui concerne les cours centrales, les avis divergent : la présence de foyers retrouvés au centre de ces espaces implique l’existence d’un système d’évacuation des fumées et donc une absence de toiture. Le type de toiture est aussi un sujet de controverse. La maquette de temple retrouvée dans le temple de Ta’ Hagrat à Mġarr, comme la gravure du temple de Mnajdra, laissent penser à une couverture constituée avec de grandes dalles de pierre mais le manque de résistance de ce type de dalles, la poussée très importante qui en résulterait sur les murs de support et l’absence de découverte de vestiges correspondants ne plaident pas pour cette hypothèse. La dimension de certaines salles (Ġgantija) semble exclure la possibilité d'une couverture en dalles de pierres et dans cette situation la toiture devait être en bois ou en branchages.
Les murs prennent de l'importance et deviennent plus massifs à Mnajdra avant de devenir cyclopéens (Ġgantija, Ħaġar Qim). Les murs intérieurs sont constitués, dans leurs parties basses, de pierres de face soigneusement ajustées et légèrement inclinées vers l’intérieur. Il a été retrouvé des traces de revêtement qui laissent supposer la présence d’un enduit d'argile revêtu de plâtre et décoré à l'ocre rouge. 
Les seules pierres disponibles sur l'archipel maltais sont un calcaire à globigérine, relativement tendre et facile à polir, et un calcaire corallien, plus dur mais plus difficile à travailler. Le premier a généralement été utilisé pour la construction des murs intérieurs alors que le second a été choisi pour les murs extérieurs soumis aux intempéries mais lorsque le temple a été construit sur un affleurement de calcaire à globigérine (Tarxien, Ħaġar Qim), seul ce type de matériau a été utilisé. L'ensemble traduit une bonne compréhension des caractéristiques techniques des matériaux et leur possible utilisation. Aucune carrière préhistorique n'a été strictement identifiée, les sites possibles d'extraction ayant été utilisés jusqu'au XXIe siècle. A Mnajdra, l'emploi du calcaire tendre a nécessité une extraction et un transport depuis le bas d'une colline sur une distance importante. Sur plusieurs sites de temples, de nombreuses pierres sphériques ou cylindriques, de tailles diverses, ont été découvertes. Elles sont généralement interprétées comme ayant servi de rouleaux pour transporter les blocs de pierre jusqu'au site de construction mais curieusement elles ont été abandonnées sur place. L'emploi de leviers pour soulever les pierres est attesté par l'existence d'entailles semi-circulaires dans la partie inférieure des blocs verticaux (Tarxien, Ħaġar Qim).

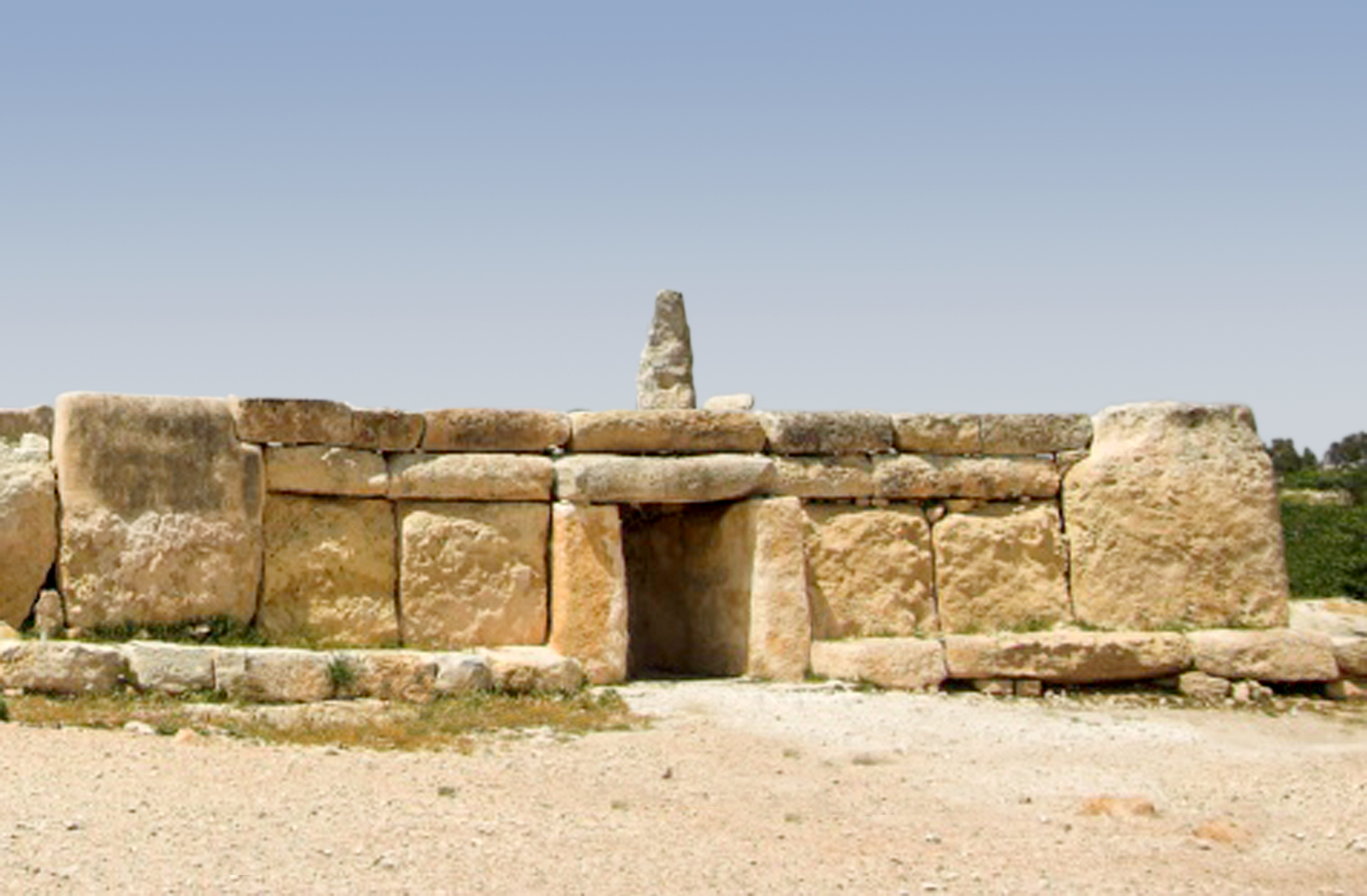
Similitude de la façade avec celle de la maquette de Tarxien (Ħaġar Qim).
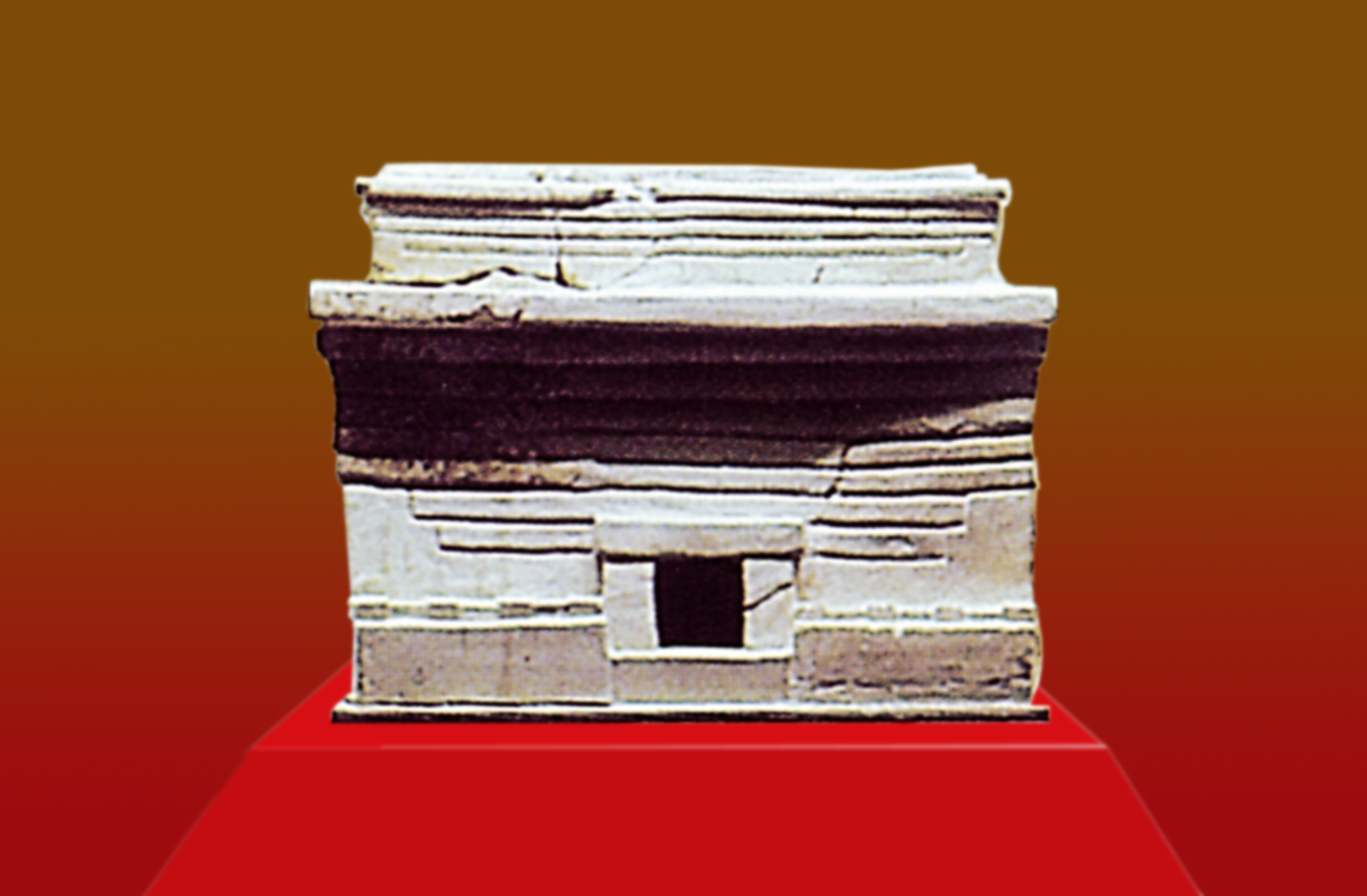
Maquette découverte à Tarxien (Musée national d'archéologie de La Valette).
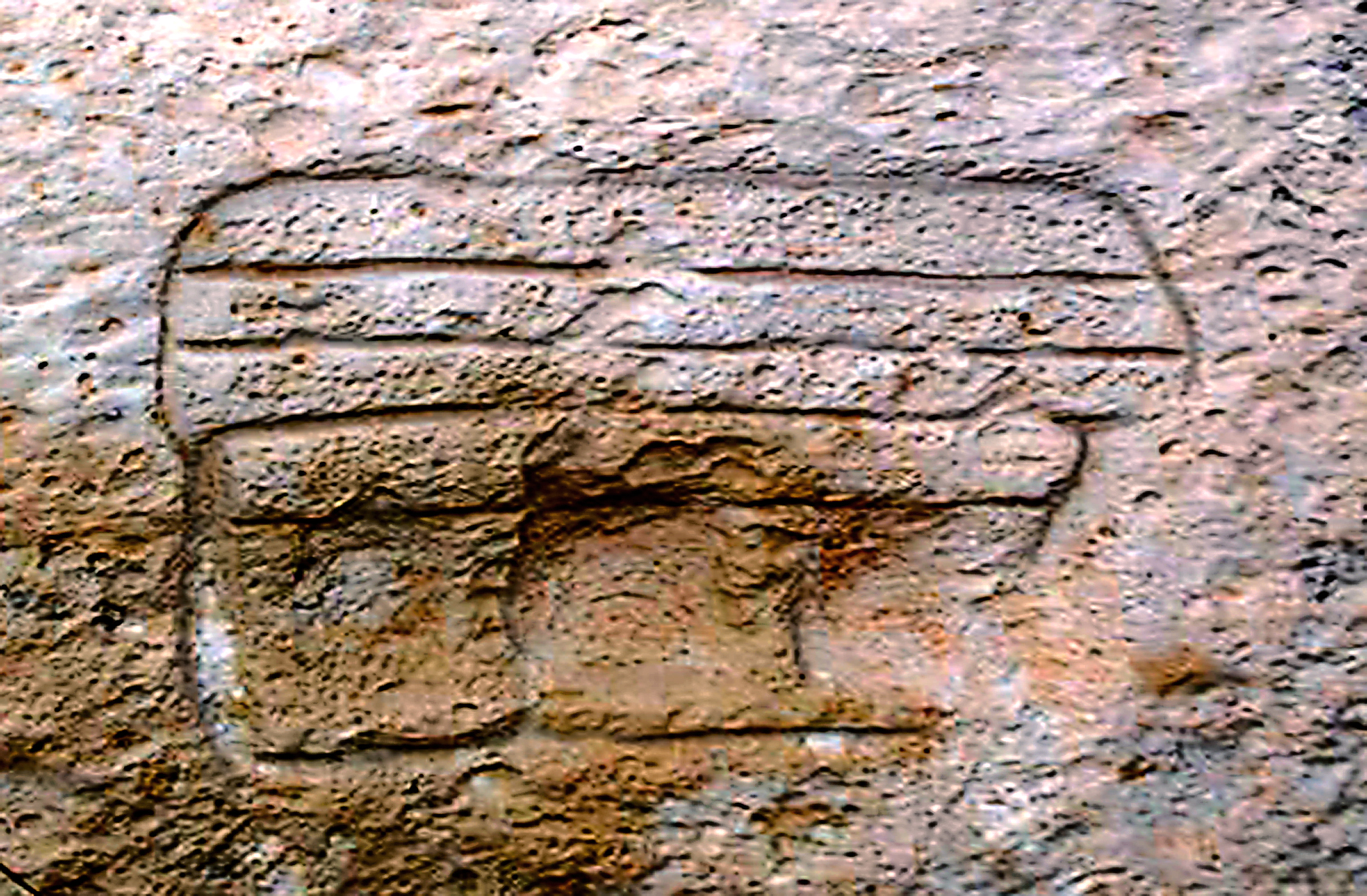
Gravure d'un temple mégalithique (Mnajdra).
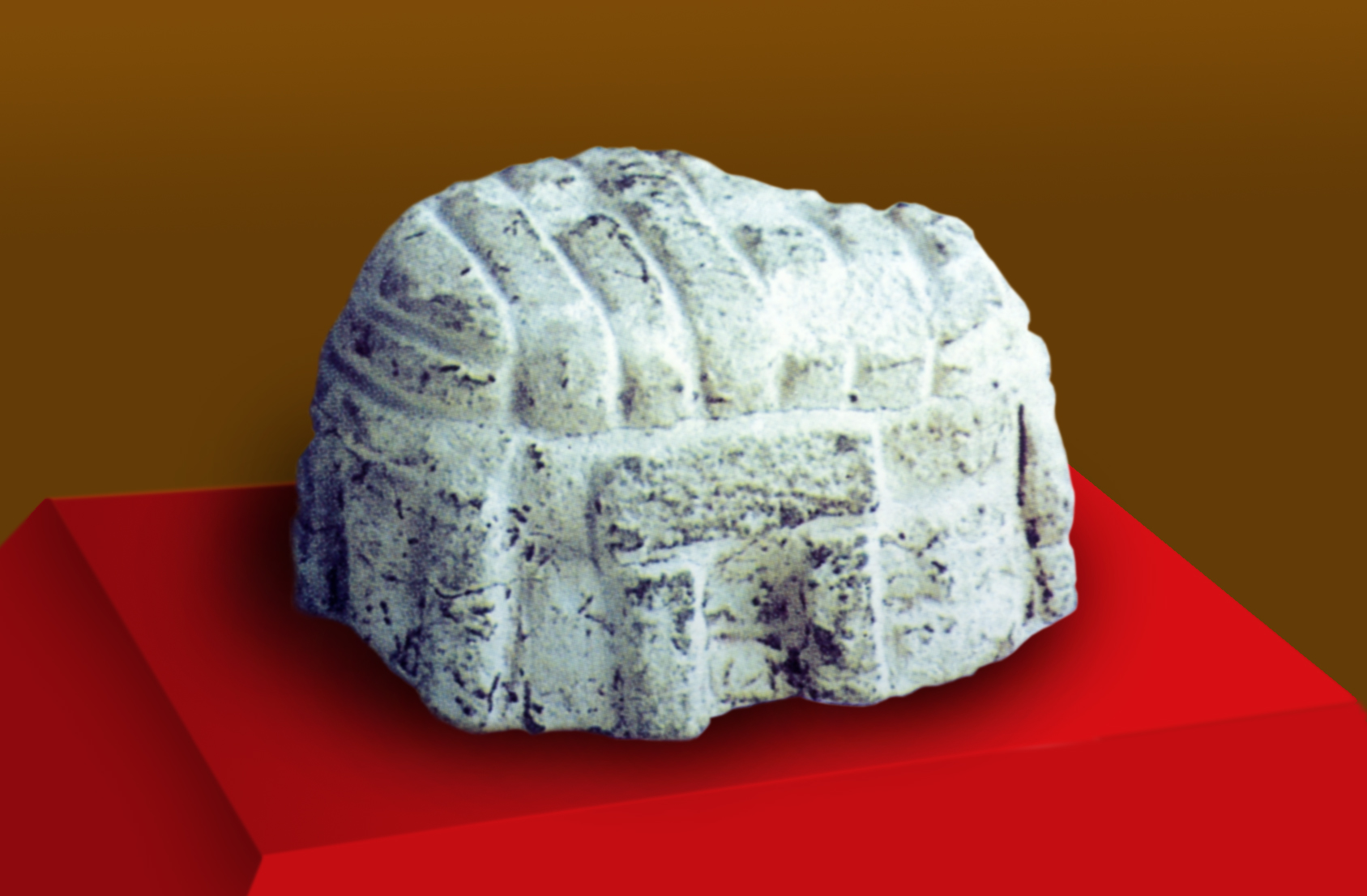
Maquette découverte à Ta' Ħaġrat (Musée national d'archéologie de La Valette).
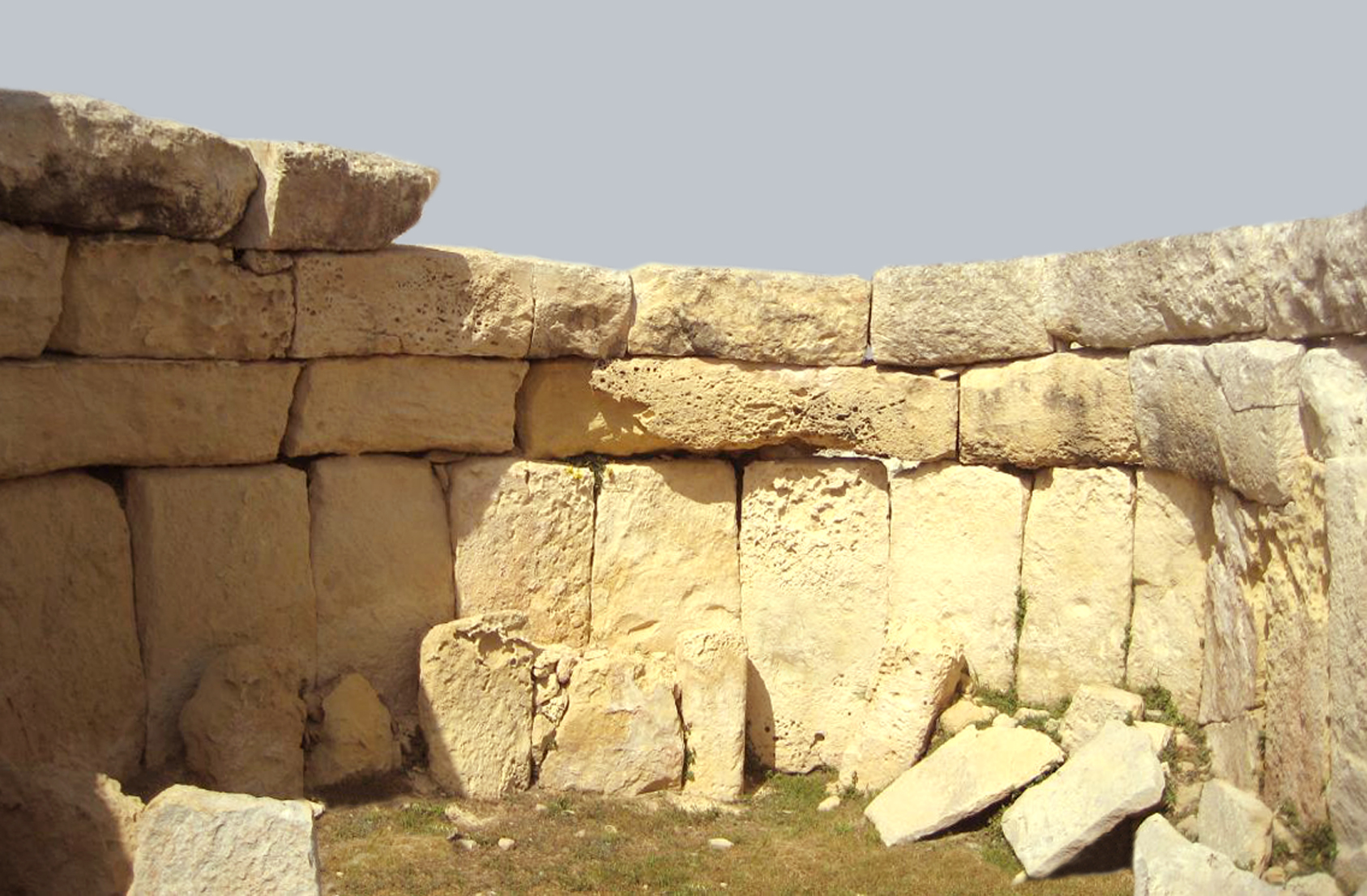
Abside avec encorbellement (Ħaġar Qim).
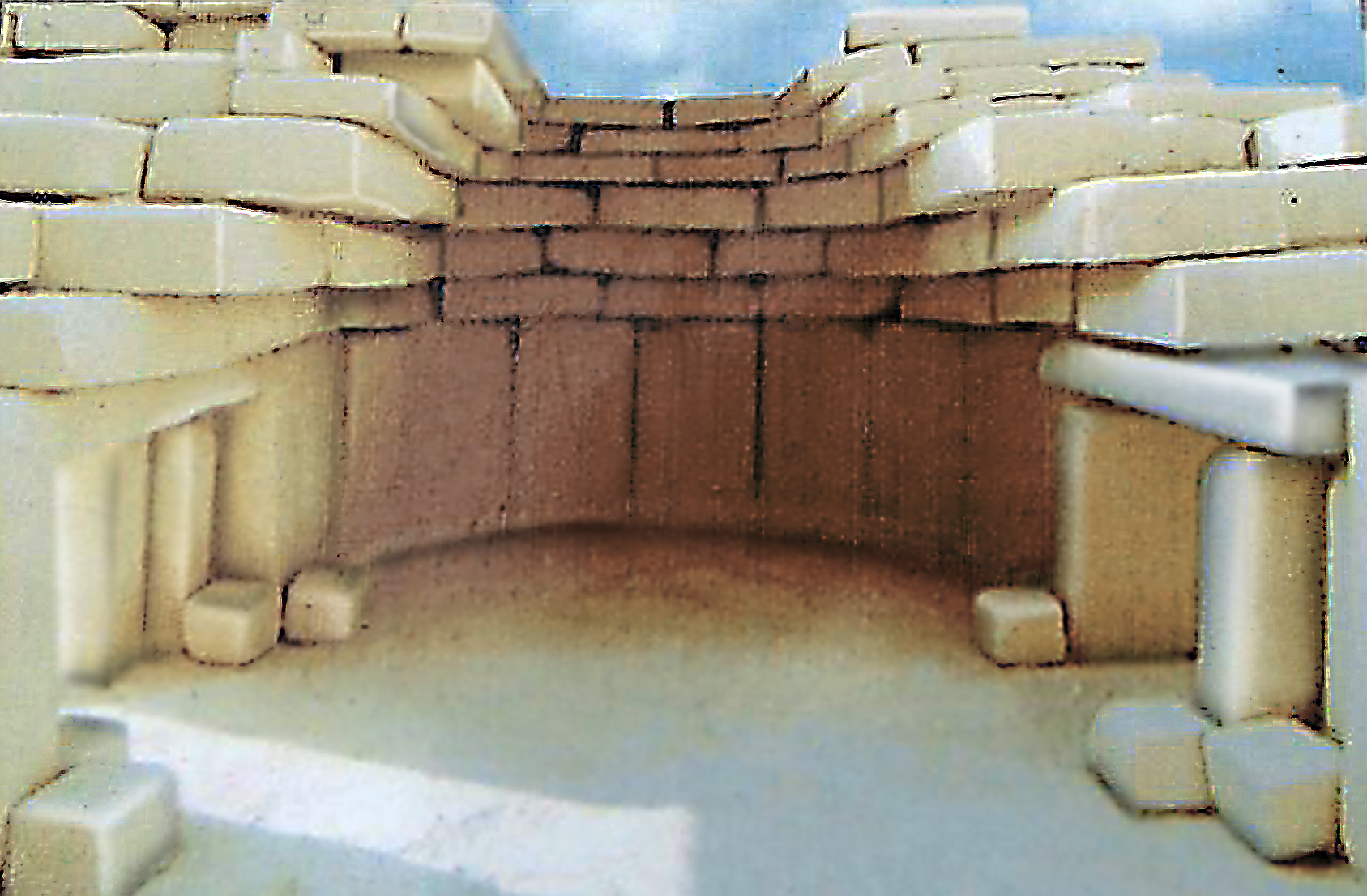
Restitution de la technique d'encorbellement.
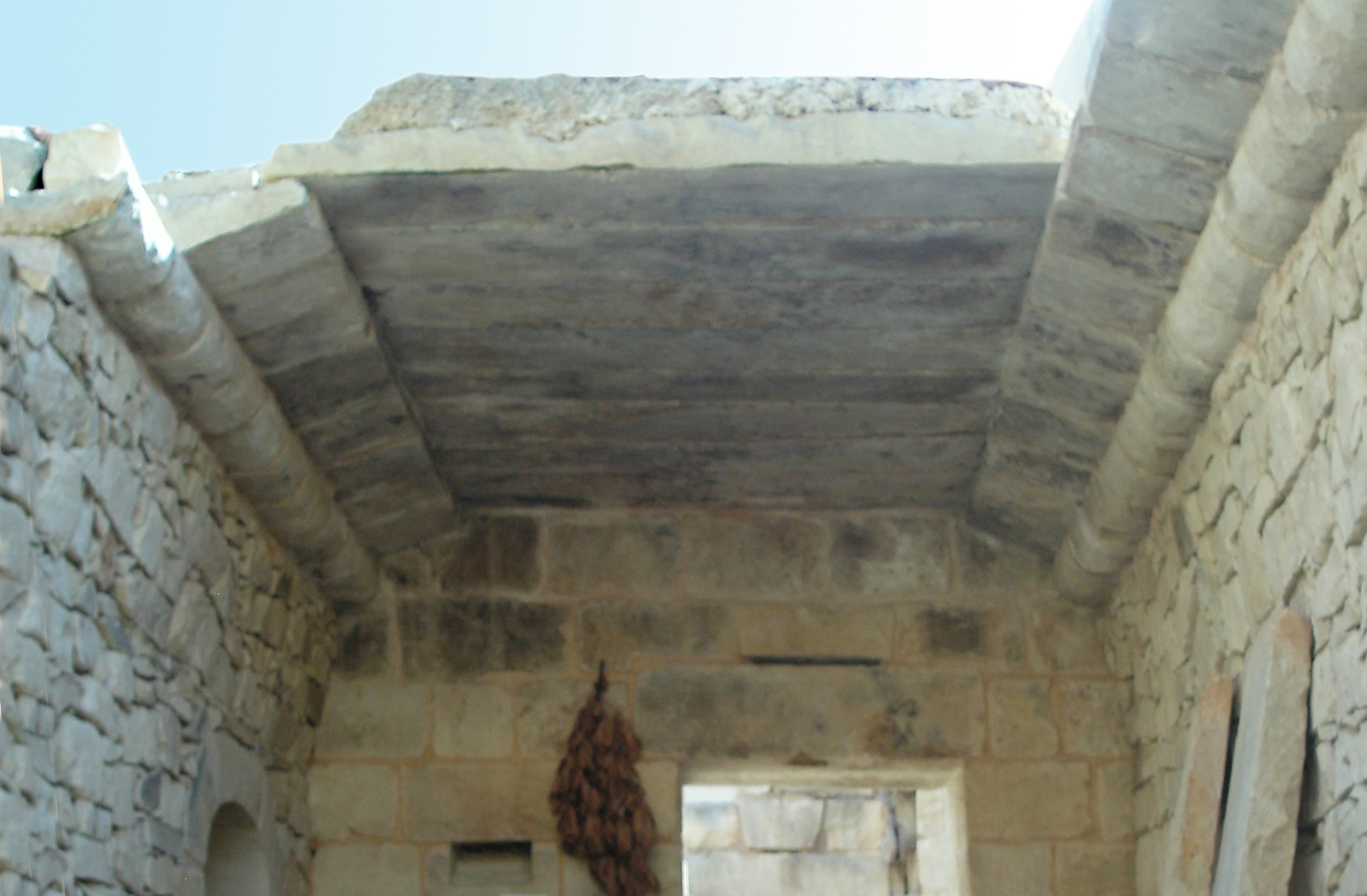
Couverture d'une ferme maltaise du XIXe siècle.
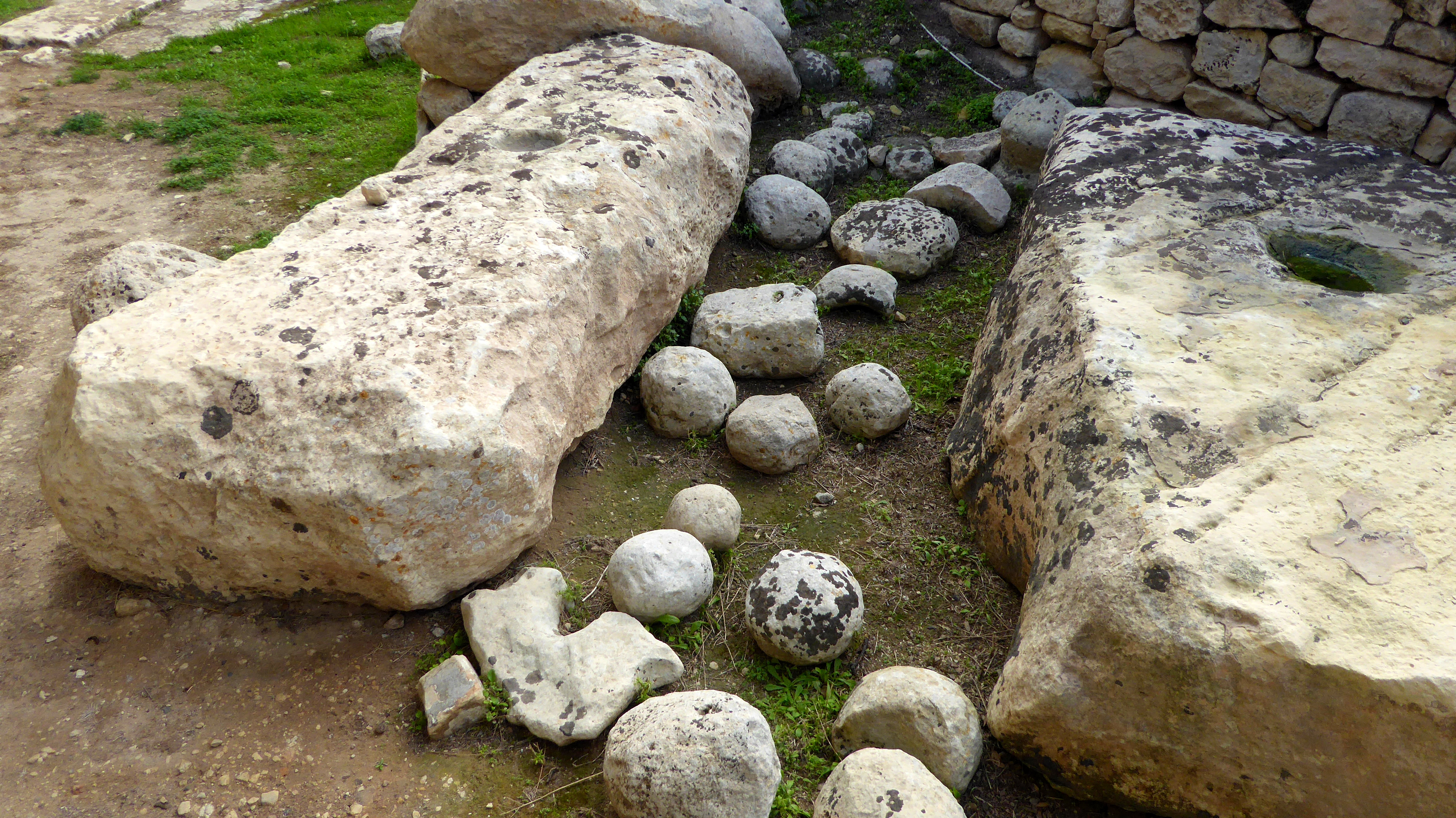
Boules en pierre trouvées à Tarxien.

## Fonctions des temples

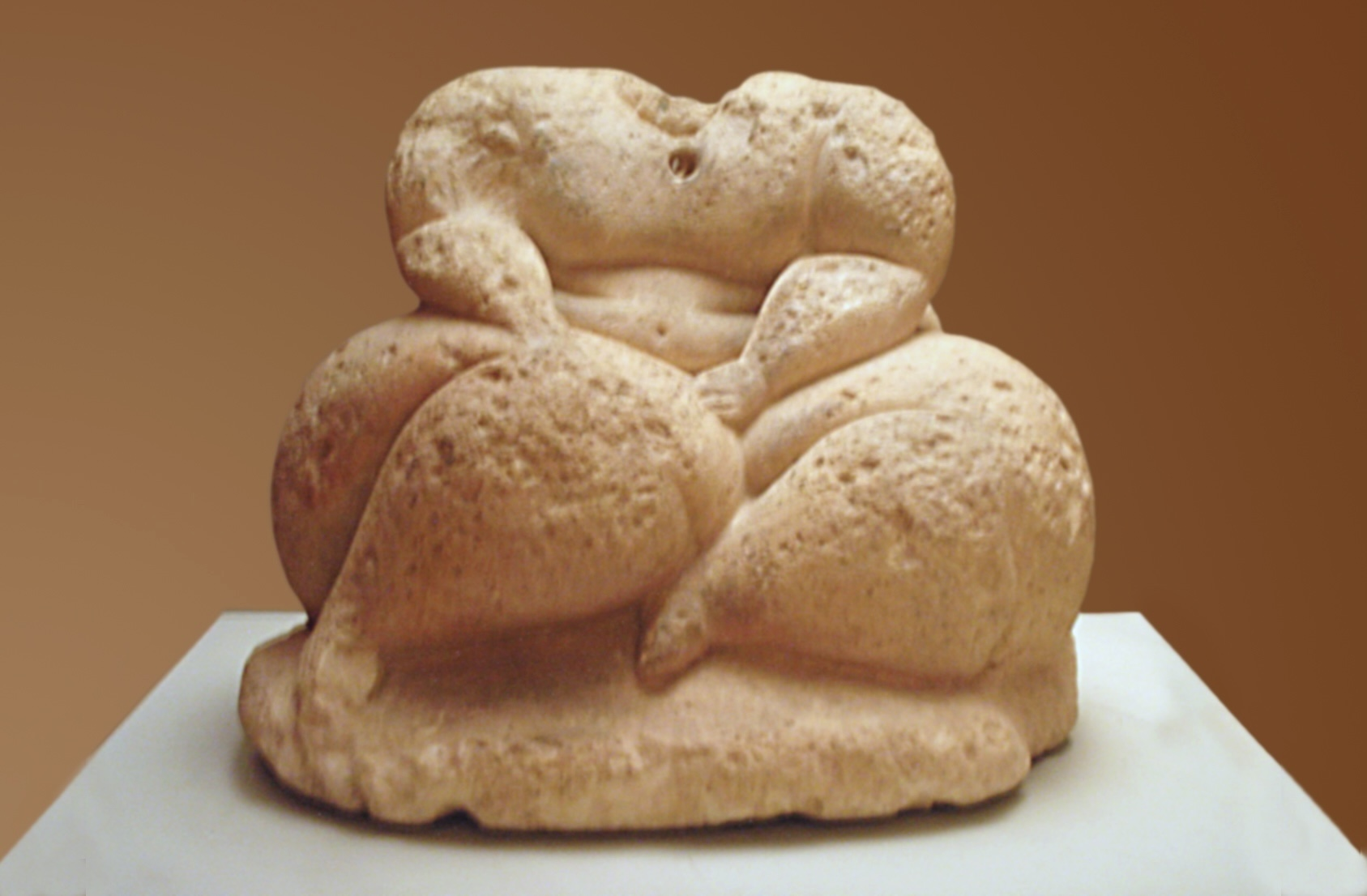
« Fat Lady of Malta » (statuette d'une déesse).

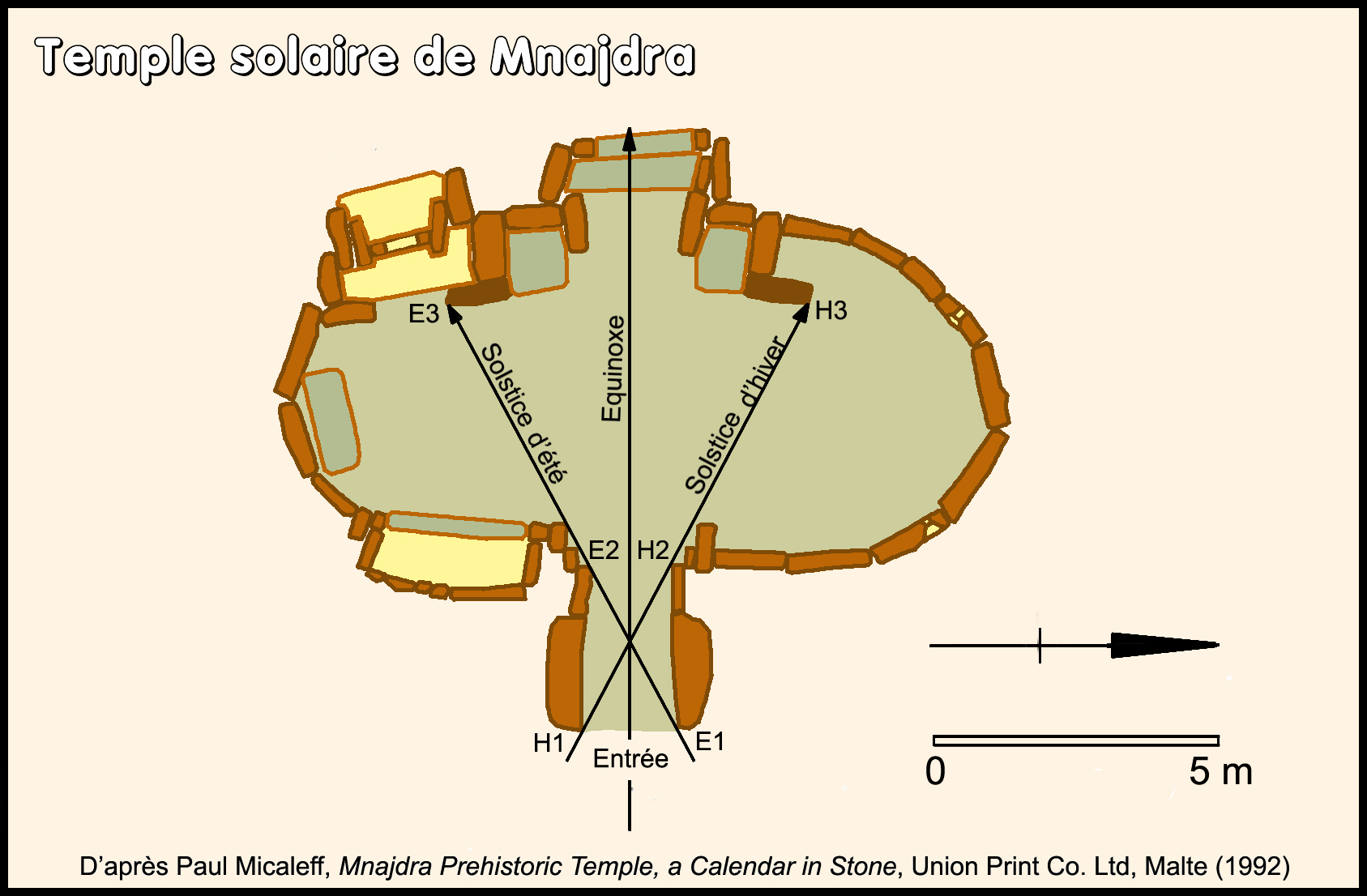
Éclairement par le soleil à l'intérieur du temple de Mnajdra selon P. Micaleff.

Les temples mégalithiques maltais sont généralement regroupés par deux ou trois, quatre au maximum et même s’ils ont été construits à des époques différentes, il a été montré qu’ils ont été utilisés simultanément. Leur plan, les aménagements intérieurs et les objets culturels qui y furent découverts indiquent clairement qu'il s'agit d'édifices à vocation religieuse, aucune tombe n'y a été découverte. Les sites d'implantation constituaient donc d'authentiques sanctuaires, mais contrairement aux sanctuaires protohistoriques ou historiques qui apparaîtront ultérieurement au Proche-Orient, en Grèce et même plus tard à Rome, on n'y observe pas de séparation entre l'espace ouvert accessible aux fidèles et un espace sacré réservé aux prêtres (type temenos).
La dimension des temples, la taille et le poids des pierres ayant servi à les construire et quelquefois l'éloignement des carrières et des sites d'érection impliquent une organisation sociale. Aucun autre bâtiment public daté de la même période n'a été retrouvé dans l'archipel : on peut donc penser que la fréquentation des temples et leurs fréquents réaménagements furent étroitement liés à une organisation sociale centrée sur ces temples et que leur rôle ne se limitait pas à une simple fonction religieuse. Partant du constat que les temples sont regroupés sur des sites distants de 5 à 6 km, Colin Renfrew a émis l'hypothèse qu'ils correspondent à « l'expression de communautés différenciées, à la façon des chefferies polynésiennes, chacune maîtresse d'un territoire géographique déterminé ». Compte tenu de la superficie de l'archipel maltais, du nombre des temples et de leur regroupement sur une période finie, les spécialistes s'accordent à imaginer au moins six groupes sociaux distincts, regroupant entre 1 500 et 2 000 personnes chacun, soit environ une population de 10 000 habitants, ce qui représente une densité de 30 hab./km2, certainement déjà un record pour cette époque. Chaque temple pourrait ainsi symboliser l'appropriation d'un espace territorial par une communauté donnée. 
L'archéologue sarde Giovanni Lilliu a posé la question, compte tenu de la faible superficie de l'archipel et de l'importance du temple de Tarxien, de savoir si la société préhistorique maltaise n'avait pas franchi le pas d'une forme d'unité politique. Selon lui, le pouvoir politique et religieux pouvait en partie être confondu : le « grand prêtre » pouvait être un « prince » à la mode des dynasties qui règnent à la même époque à Alacahöyük. Le temple étant aussi un lieu de marché, de négociations matérielles, en fait, de redistribution de richesses dans un contexte de type proto-palatial,.
La découverte, sur le site de Tal-Qadi, d'un fragment de pierre gravée représentant un ciel étoilé, a pu contribuer à développer l'idée (Paul  Micallef), souvent attachée aux monuments mégalithiques, que les temples mégalithiques maltais étaient des observatoires astronomiques. Pourtant, seul le temple inférieur de Mnajdra comporte une orientation est/ouest, parfaitement aligné avec le lever du soleil aux équinoxes, la majorité des temples étant exposés au sud, et malgré de nombreuses tentatives, aucun alignement solaire ou lunaire n'a été mis en évidence sur les sites des autres temples maltais. Dès lors, si ces temples avaient une fonction astronomique, pourquoi un seul d'entre eux serait aligné sur le soleil levant ?

## Protection et symbole national
Six temples mégalithiques sont inscrits sur la liste du patrimoine mondial de l'UNESCO : Ġgantija, Ħaġar Qim, Mnajdra, Skorba, Ta’ Ħaġrat et Ħal Tarxien. En 1980, l'hypogée de Ħal Saflieni est également classée au patrimoine mondial de l'humanité. 
Lorsque Malte, membre de l’Union européenne depuis le 1er mai 2004, a intégré la zone euro au 1er janvier 2008, une représentation stylisée de l’autel du temple central de Mnajdra a été choisie pour orner les pièces de monnaie de 1, 2 et 5 centimes comme symbole national au même titre que la croix de Malte et les armes maltaises.